# روح التماسك بمجلس الوزراء
روح التماسك بمجلس الوزراء عبارة عن الاتفاق والدعم المتبادلين للقائمين على اتخاذ القرارات بالمشاركة بين وزراء مجلس الوزراء في النظام البرلماني للحكومة. وإذا كان هناك أحد أفراد مجلس الوزراء لا يدعم اتخاذ قرار ما، فعليه الاستقالة من منصبه في مجلس الوزراء. ويقوم مجلس الوزراء، بصفة عامة، بتعيين شخص في هذا المنصب الخالي يميل تجاه الآراء الأيديولوجية والسياسية بشكل تاريخي من أجل إعادة خلق روح التماسك لمجلس الوزراء.

## نظرة عامة
روح التماسك لمجلس الوزراء عبارة عن تقليد في الحكومات البرلمانية يختار من خلاله رئيس الوزراء الوزراء المشاركين في مجلس الوزراء. ويتم، في الغالب، اختيار وزراء مجلس الوزراء من نفس الحزب السياسي الذي ينتمي إليه رئيس الوزراء من أجل اتخاذ القرارات بشكل مجمع حول التشريع بشكل أسرع وأكثر فاعلية. وبخلاف النظام الرئاسي المستخدم في الولايات المتحدة، يكون هناك تداخل بين فروع السلطة التنفيذية والسلطة التشريعية. ونظرًا لعدم وجود الفحوصات والتوازنات بين الفروع التنفيذية والتشريعية والقضائية، يعتمد رئيس الوزراء على مجلس الوزراء لدعم عمليات اتخاذ القرارات الخاصة به. ويؤدي خرق تماسك روح مجلس الوزراء (عندما يعارض أحد وزراء مجلس الوزراء أحد القرارات التنفيذية) إلى الاستقالة أو الفصل من هذا المنصب في مجلس الوزراء. تشرح خدمة أبحاث المكتبات البرلمانية في نيو ساوث ويلز في أستراليا أن «من أوجه المسئولية الجماعية للوزراء أن الوزراء يشاركون المسئولية عن القرارات الحكومية الكبيرة، خصوصًا تلك التي يتم اتخاذها من قبل مجلس الوزراء، حتى إذا كانوا يعارضون بشكل شخصي مثل تلك القرارات، ويجب أن يكون الوزراء على استعداد لقبول تلك القرارات والدفاع عنها أو الاستقالة من مجلس الوزراء».
وفي الحكومات غير البرلمانية، مثل تلك الخاصة بالولايات المتحدة، لا تتم ممارسة روح التماسك لمجلس الوزراء. ويرجع ذلك إلى الفصل الواضح بين السلطة التنفيذية والتشريعية فيما يتعلق بوضع السياسات. فلا يمكن أن يشارك أعضاء مجلس الوزراء في الكونغرس في نفس الوقت، وبالتالي لا يمكنهم التصويت على التشريع الذي تدعمه السلطة التنفيذية. وبدلاً من ذلك، يمتلك الرئيس حق النقض على التشريعات التي يمررها الكونغرس. وتعد وحدة مجلس الوزراء والاتفاقات الجماعية بين الأفراد أمرًا ضروريًا فيما يتعلق باستقرار مجلس الوزراء والسياسيين التابعين للحزب، إلا أن الوزراء في مجلس الوزراء غير مضطرين إلى دعم التشريع المقترح أو الذي يدعمه الرئيس علنًا. إلا أنه من صالح الوزير التابع لمجلس الوزراء دعم سياسات الرئيس والتوافق معها.

## الديمقراطيات البرلمانية
تمارس الديمقراطيات البرلمانية مثل أستراليا والمملكة المتحدة وكندا وتلتزم بروح تماسك مجلس الوزراء. ويقدم رودز ووانا وويلر هذا الوصف الخاص بمبدأ روح تماسك مجلس الوزراء في أنظمة ويستمنستر للديمقراطية البرلمانية: «تعد روح تماسك مجلس الوزراء والمسئولية الجماعية وجهين لعملة واحدة لحكومة الحزب المسئولة التي تتمتع بالدستورية، وإن كان ذلك بشكل غير رسمي. وهي تكمن في قلب الحكم الوزاري. وروح تماسك مجلس الوزراء عبارة عن تقليد سياسي مصمم للحفاظ على الصالح العالم وحمايته كما تراه الوزارة الحزبية. وهي تقوم على مفهوم أن السلطة التنفيذية يجب أن تظهر في شكل كيان جماعي، يكون قادرًا على الحفاظ على التماسك وإظهار القوة السياسية».

### أستراليا
في أستراليا، تعد روح تماسك مجلس الوزراء أمرًا جوهريًا فيما يتعلق بخصوصية مجلس الوزراء، ولكن كذلك من أجل حماية المعلومات الخاصة والحيلولة دون انتشارها بين العامة وربما تهديد الأمن القومي. ولا تعد روح تماسك مجلس الوزراء مطلبًا قانونيًا، إلا أنها عبارة عن تقليد سياسي ومعيار متبع. ولا يوجد قانون مكتوب ينص على روح تماسك مجلس الوزراء، إلا أنها راسخة بعمق في مجالس وزراء أستراليا كمعيار سياسي، وبالتالي فإنها تعد بمثابة وجه هام للقوة الجماعية وتأثير إدارة رئيس الوزراء.

### المملكة المتحدة
تمارس المملكة المتحدة مفهوم روح تماسك مجلس الوزراء. ويختار رئيس الوزراء 22 وزيرًا لتشكيل مجلس الوزراء من مجلس العموم ومجلس اللوردات، مقارنة بمجلس الشيوخ ومجلس النواب في الولايات المتحدة. وبمجرد اختيار الوزراء في مجلس الوزراء، يتم إعطاء كل وزير منصب وزاري في الوزارات الحكومية. ويرد وزراء مجلس الوزراء، على مدار أربعة أيام في الأسبوع، على الاستفسارات الشفهية التي يطرحها البرلمان. ويسمح لقائد المعارضة بطرح ستة أسئلة على رئيس الوزراء خلال الجلسات الشفهية الأسبوعية المجدولة له. ويرتب وزراء مجلس الوزراء، بالإضافة إلى رئيس الوزراء، جلسات أسبوعية مغلقة لمناقشة الموقف الجماعي لمجلس الوزراء لتجنب الردود غير المتسقة من قبل وزراء مجلس الوزراء. وتتعرض روح التماسك لمجلس الوزراء بشكل متسق للتحدي من قبل المعارضة في محاولة لخلق حالة من التناقض بين وزراء مجلس الوزراء. وبالتالي، فمن الضروري أن تتفق وتتشابه ردود وزراء مجلس الوزراء قدر الإمكان.

## المزايا
يكون النظام البرلماني الذي يستخدم روح تماسك مجلس الوزراء أكثر عرضة لتجنب حالات التناقض وعدم الاتساق بين الوزراء الأعضاء في مجلس الوزراء في السلطة التنفيذية. ويميل وزراء مجلس الوزراء إلى الشعور بوجود ميزة عملية وجماعية من الانتماء إلى فريق. كما أن روح تماسك مجلس الوزراء تفيد الحزب والولاء الشخصي لمجلس الوزراء. ويمكن أن تقوي روح التماسك في مجلس الوزراء من حزب رئيس الوزراء، كما تساعد على تسريع القرارات المتعلقة بالسياسات ومصالح هذا الحزب. وتسمح روح التماسك باتخاذ القرارات بسرعة من خلال رئيس الوزراء، كما أنها تسرع بما لا يدع مجالاً للشك من عملية تمرير التشريع. وغالبًا ما تفتقد الديمقراطيات الرئاسية القدرة على تمرير التشريع في أوقات الطوارئ أو الحالات المتعلقة بالأمن القومي.

## العيوب
يقول منتقدو الديمقراطيات البرلمانية إن رئيس الوزراء، كونه رئيسًا للبرلمان، تكون لديه قوة كبيرة للغاية فيما يتعلق بتمرير التشريعات. ونظرًا لأن روح تماسك مجلس الوزراء تجبر الوزراء في مجلس الوزراء على الموافقة علنًا على قرارات رئيس مجلس الوزراء، فإنه تتم إعاقة الجدال السياسي والنقاشات الداخلية. وتشير التقارير الحديثة من المملكة المتحدة إلى أن حكومة مجلس الوزراء تعرضت «للضعف بشكل تدريجي» منذ الحرب العالمية الثانية، وقد اختفت بشكل عملي تحت قيادة رئيس الوزراء توني بلير. وعند ظهور حالات عدم اتفاق في مجلس الوزراء، قد يكون من المستحيل الوصول إلى اتفاقات جماعية، مما يؤدي إلى إيقاف تغيير السياسية والتشريع الجديد. وبالتالي، تعتمد روح تماسك مجلس الوزراء على الاتفاق المتبادل والوحدة الجماعية لمجلس الوزراء وأعضائه.